# زینو ونهوسدن
زینو ونهوسدن (هلندی: Zinho Vanheusden؛ زادهٔ ۲۹ ژوئیهٔ ۱۹۹۹) بازیکن فوتبال اهل بلژیک است.
از باشگاه‌هایی که در آن بازی کرده‌است می‌توان به استاندارد لیژ و اینتر میلان اشاره کرد.